# 金山卫士
金山卫士是中国金山软件推出的应用于Windows操作系统的安全辅助软件。功能主要有修补系统漏洞、清除恶意插件、扫描木马、清理系统垃圾、清理使用痕迹、软件管理等功能。
2010年12月1日，作为金山软件子公司的金山网络启动“金山卫士开源计划”，将金山卫士以Apache许可证的形式开源。

## 界面变迁

3.0
4.0